# فاتس دومينو
فاتس دومينو (بالإنجليزية: Fats Domino)‏ (مواليد 26 فبراير 1928 في نيو أورلينز - 24 أكتوبر 2017)، هو مغني وكاتب غنائي وموسيقي أمريكي بدأ مسيرته الفنية عام 1947. يُعتبر من أكثر الفنانين المؤثرين بموسيقى الروك أند رول، خمسة من سجلاته التي صدرت قبل سنة 1955 بيع منها أكثر من مليون نسخة، وتم الاتفاق على أنها من السجلات الذهبية. يستند أسلوبه الموسيقي على الإيقاع التقليدي والبلوز، يرافقه الساكسفونات، باس، البيانو، الإيتار الكهربائي، والطبول.

## مسيرته الفنية
ولد فاتس لعائلة في نيو أورليانز في 26 فبراير 1928، وكان والده عازفاً للكمان. تعلم فاتس الموسيقى منذ طفولته المبكرة، وتعلم العزف على البيانو من شقيق زوجته عازف البيانو هاريسون فيريت. خلال فترة مراهقته عمل في فرقة موسيقية كان قائدها بيل دياموند، الذي قام بإطلاق اسم فاتس دومينو عليه، وذلك لأنه يذكره بطريقة عزف الفنانين فاتس والر وفاتس بيشون. وترك فاتس المدرسة وهو في سن 14، وبدأ العمل في إحدى مصانع الزنبركات، لكنه كان يعزف ليلاً في الحانات. وفي منتصف الأربيعنيات، انضم فاتس إلى فرقة «ديف بارثولوميو» الغنائية، وانطلق بعدها إلى عالم الشهرة.
باع دومينو مليون نسخة من أغنيته المفردة الأولى، «الرجل السمين» The Fat Man، وذلك لأول مرة بالتاريخ. وكان قد حظي بشعبية بين الأمريكيين البيض، ليكون ذروة إنتاجه الموسيقي في خمسينات القرن العشرين. ومن أشهر أغانيه «أليس هذا من العار» Ain't That A Shame، و«تل التوت» Blueberry Hill.

## وصلات خارجية
- فاتس دومينو على موقع IMDb (الإنجليزية)
- فاتس دومينو على موقع الموسوعة البريطانية (الإنجليزية)
- فاتس دومينو على موقع روتن توميتوز (الإنجليزية)
- فاتس دومينو على موقع ميوزك برينز (الإنجليزية)
- فاتس دومينو على موقع رولينغ ستون (الإنجليزية)
- فاتس دومينو على موقع قاعدة بيانات برودواي على الإنترنت (الإنجليزية)
- فاتس دومينو على موقع قاعدة بيانات برودواي على الإنترنت (الإنجليزية)
- فاتس دومينو على موقع إن إن دي بي (الإنجليزية)
- فاتس دومينو على موقع أول ميوزيك (الإنجليزية)
- فاتس دومينو على موقع ديسكوغز (الإنجليزية)

- الموقع الرسمي